# Paractora trichosterna
Paractora trichosterna är en tvåvingeart som först beskrevs av Thomson 1869.  Paractora trichosterna ingår i släktet Paractora och familjen Helcomyzidae. Inga underarter finns listade i Catalogue of Life.